# Айбасты
Айбасты (тур. Aybastı) — город в провинции Орду Турции. Его население составляет 14,145 человек (2009). Высота над уровнем моря — 697 м.